# Penélope (groupe)
Pour les articles homonymes, voir Penelope.
Penélope est un groupe brésilien de rock alternatif, originaire de Salvador, Bahia, actif entre 1997 et 2004.

## Histoire
En 1996, Érika Martins décide de former un groupe à son retour d'une période d'études en Allemagne, où elle découvre la très forte présence d'une scène rock féminine. L'idée est d'avoir un groupe essentiellement féminin, sans pour autant perdre l'aspect rock, et de remettre en question l'esthétique rock principalement masculine de l'époque. Pour nommer le groupe, elles choisissent un personnage qui représente bien cet idéal du mélangen de la beauté, de la force et de l'intelligence : Penelope Charmosa.
En 1997, le groupe commence à écrire ses propres chansons sur la philosophie, la métaphysique, la culture populaire et les thèmes de l'univers féminin adolescent. Leurs débuts professionnels ont eu lieu au festival Abril Pro Rock de Recife. Après le festival, ils signent avec Sony Music et change leur nom en Penélope, pour éviter des problèmes avec le détenteur des droits du personnage Penélope Charmosa.
Avant la sortie de son premier album, Érika Martins participe au single A Mais Pedida, du groupe Raimundos, l'une des chansons les plus jouées de 1999 et qui fait connaître Érika au rock. Toujours en 1999, leur premier album, Mi Casa, Su Casa, est produit par Tom Capone et Antoine Midani. Les succès Teen, Holiday et Namorinho de Portão figurent sur ce disque. Ces deux derniers sont inclus dans de nombreuses compilations ainsi que dans la bande originale de la série Malhação de Rede Globo. En 2001, le groupe participe au festival Rock in Rio III.
Leur deuxième album, Buganvília, sort en 2001 et contient les succès Caixa de Bombom et une version rock du classique de Chico Buarque et Edu Lobo, Ciranda da Bailarina. En 2002, le groupe signe chez Som Livre et sort son troisième album, Rock, Meu Amor. L'album contient des succès tels que Continue Pensando Assim, avec la participation de Samuel Rosa de Skank, et une version de A Fórmula do Amor, qui figure sur la bande originale du feuilleton Começar de Novo de Rede Globo. Le groupe met fin à ses activités en 2004 et la chanteuse Érika entame une carrière solo.
En 2024, le projet est relancé et le groupe part en tournée pour célébrer le 25e anniversaire de la sortie de l'album Mi Casa, Su Casa, et se produit notamment à Rock in Rio X avec le groupe Pato Fu,.

## Discographie

### Albums studio
| Album            | Détails                                                        | Ventes   |
| ---------------- | -------------------------------------------------------------- | -------- |
| Mi Casa, Su Casa | - Sortie : 8 août 1999 - Format : CD - Label : Sony            | - 50 000 |
| Buganvilia       | - Sortie : 4 juillet 2001 - Format : CD - Label : Sony         |          |
| Rock, Meu Amor   | - Sortie : 29 septembre 2003 - Format : CD - Label : Som Livre |          |

### Singles
| Titre                      | Année | Album            |
| -------------------------- | ----- | ---------------- |
| Teen                       | 1999  | Mi Casa, Su Casa |
| Holiday                    | 1999  | Mi Casa, Su Casa |
| Namorinho de Portão        | 2000  | Mi Casa, Su Casa |
| Circo                      | 2000  | Mi Casa, Su Casa |
| Caixa de Bombom            | 2001  | Buganvilia       |
| Ciranda da Bailarina       | 2001  | Buganvilia       |
| Plus (Nada Melhor pra Mim) | 2002  | Buganvilia       |
| A Fórmula do Amor          | 2003  | Rock, Meu Amor   |

| Titre                                    | Année | Album         |
| ---------------------------------------- | ----- | ------------- |
| A Mais Pedida (Raimundos feat. Penélope) | 1999  | Só no Forevis |

### Autres
| Titre           | Année | Autres artistes | Album           |
| --------------- | ----- | --------------- | --------------- |
| Tão Seu         | 1999  | NC              | Rock Brasil     |
| Superfantástico | 2002  | Arnaldo Antunes | Superfantástico |